# Алёхин, Никифор Демьянович
Ники́фор Демья́нович Алёхин (1879 (также указывается 1877 год), с. Нижне-Ольшанское, Орловская губерния — 1918) — крестьянин Ливенского уезда Орловской губернии, депутат Государственной думы I созыва от Орловской губернии, трудовик.

## Биография
Крестьянин. Русский. Православного вероисповедания. Окончил земскую начальную школу, потом обучался в сельском училище, занимался земледелием. В начале 1900-х годов проходил воинскую службу; в качестве артиллериста принимал участие в русско-японской войне, в частности, в обороне Порт-Артура. Во время боёв Алёхин получил несколько ранений, а затем, после сдачи Порт-Артура, попал в японский плен, где находился в течение десяти с половиной месяцев. Был награждён двумя георгиевскими крестами (по другой версии — одним крестом).
Вскоре после возвращения Алёхина из плена, 26 марта 1906 года, крестьянская курия избрала его в депутаты Государственной думы, где двадцатисемилетнему крестьянину предстояло войти в состав фракции трудовиков. Наряду с другими крестьянами-кавалерами военных наград, он был рекомендован к избранию дворянским выборщиком. Во время заседаний Думы I созыва Алёхин принимал участие в прениях по аграрному вопросу, в том числе, касавшихся разработки и обсуждения закона о принудительном отчуждении помещичьих земель в пользу крестьян. Касательно своих политических взглядов он не распространялся.
Умер в 1918г. от тифа, похоронен в с. Нижне-Ольшанское